# Karelian Trains
Karelian Trains is een Fins-Russische spoorwegonderneming, opgericht voor de exploitatie van treindiensten tussen Helsinki en Sint-Petersburg.
Het bedrijf is in 2006 opgericht door de Finse VR-Yhtymä en het Russische staatsbedrijf Rossiejskieje zjeleznye dorogi (RZjD), elk met 50% aandelen. Het bedrijf is gevestigd in Helsinki. De CEO van het bedrijf is Mihail Pavlovitš Akulov.

## Treinen
In 2010 werden vier treinen van de serie Sm 6 afgeleverd.